# Distrito Escolar Unificado de Peoria
El Distrito Escolar Unificado de Peoria #11 (Peoria Unified School District #11, PUSD) es un distrito escolar de Arizona. Tiene su sede en el District Administration Center (DAC "Centro distrital de administración") en Glendale. Gestiona 32 escuelas primarias, siete escuelas preparatorias, y una escuela alternativa. Tiene más de 36.000 estudiantes. El distrito sirve la mayor parte de la Ciudad de Peoria, partes de Glendale, Surprise, y Youngtown, y áreas no incorporadas en el Condado de Maricopa.